# Décorum

Le couronnement de Napoléon, entouré de tout le décorum impérial.

Le décorum, dans la langue française, est « l'ensemble des règles qu'il convient d'observer pour tenir son rang dans une bonne société ». Il peut aussi correspondre à l'apparat officiel, à l'étiquette, au faste (on parle ainsi de « décorum royal »), voire, péjorativement, désigner un « luxe ostentatoire ».
Il ne faut pas le confondre avec le terme anglophone « decorum » qui est utilisé en langue anglaise dans l'histoire de l'art et des lettres dans le sens français du décent, du convenable, du bienséant, de l'honnête.